# Рудо брдо
Рудо брдо – Подграб је васпитни центар које основало удружење грађана ЗАМБАЛ Пале 2011. године.
Налази се на десној обали ријеке Праче, изнад насеља Подграб, на површини од 350 ха, на надморској висини 730 до 960 м. Ову школу у природи чине младе шуме четинара и лишћара, које су подигнуте у Одјељењу 5 и 6 Шумског газдинства Горња Прача 1978. године на површини од 45 ха. Ову културу је подигао по препоруци тадашњи руководилац Радне јединице Јован Короман, шумарски стручњак. У овај центар улазе и Одјељења 7, 8 и 9 Горања Прача, коју чине шуме букве, храста китњака и граба, као и 50 ха ливаде и пашњака. У 2001. години руководство ШГ Јахоприна Пале урадило је заобилазницу пута за насеље Подграб, од Николића до Подграба у дужини од 4.100 м, која привремено служи као противпожарна просјека.
Циљ оснивања образовно-васпитног центра је да ученици основне школе Пале, средње школе Пале, као и студернти билошких факултета Источно Сарајево и шире, упознају са практичном наставом из биологије. Сваке године ово удружење са горенаведеним сарадницима, заједно са ученицвима, и сеоским становништвом, у сарадњи са руководством ШГ ‘’Јахорина” Пале, врше уношење медоносних и плодоносних врста дрвећа кроз пошумљавање (разне вртсте багрема, кестена, липа, ораха, храста китњака, смрче и дивљих воћкарица), како би се у наредном периоду побољшала исхрана дивљачи и пчела. До сада је засађено од око 5.000 различитог дрвећа грмља и воћкарица.
Према програму Удружења грађана ЗАМБАЛ Подграб и наставника Основне школе Пале је предвиђено подизање нових шума (пошумљавање, у прољетном и јесењем периоду у току сваке године), а планирано је сакупљање јагодастог воћа, гљива и прераде истог. Ово је учионица под ведрим небом. О значају шуме и квалитету животне средине Саво Живковић, Мирјана Короман, Недељко Жугић, Миломир Живковић и проф. др Вукоман Шелмић и проф. др. Драган Гачић са Шумарског факултета из Београда, повремено држе предавања као спољни сарадници. Стална тема је биодиверзитет као основа економије, а настава је прилагођена временским приликама, узрасту и степену образовања. Ова школа у природи је школа здравља и школа живота.